# Ondřej Berndt
Ondřej Berndt (* 29. September 1988 in Jablonec nad Nisou) ist ein tschechischer Skirennläufer.

## Biografie
Berndt absolvierte im Januar 2004 erstmals ein FIS-Rennen; im Slalom von Klínovec belegte er Platz 59. Sein Weltcupdebüt gab Berndt im Januar 2009; er schied im Slalom von Zagreb im ersten Durchgang aus. Im November 2009 fuhr Berndt schließlich auch erstmals im Europacup, als er im Indoorrennen von Wittenburg nicht zum zweiten Durchgang antrat. Seine ersten Europacuppunkte sammelte Berndt als 17. im City-Event von St. Vigil im Dezember 2013.
Seine ersten Weltcuppunkte erreichte er im Januar 2017 in der Kombination von Wengen, wo er 23. wurde. Den Kombinationsweltcup 2016/17 beendete er auf dem 36. Platz. Viermal nahm Berndt an Weltmeisterschaften teil. Sein bestes Ergebnis war ein 17. Platz im Slalom der Weltmeisterschaften 2021.

## Erfolge

### Olympische Spiele
- Pyeongchang 2018: 9. Mannschaftswettbewerb, 16. Alpine Kombination, 35. Super-G

### Weltmeisterschaften
- St. Moritz 2017: 32. Alpine Kombination, 39. Super-G, 43. Abfahrt
- Åre 2019: 9. Mannschaftswettbewerb, 36. Alpine Kombination, 50. Abfahrt
- Cortina d’Ampezzo 2021: 17. Slalom

### Weltcup
- 1 Platzierung unter den besten 30

### Weltcupwertungen
| Saison  | Gesamt | Gesamt | Kombination | Kombination |
| Saison  | Platz  | Punkte | Platz       | Punkte      |
| ------- | ------ | ------ | ----------- | ----------- |
| 2016/17 | 141.   | 8      | 36.         | 8           |
| 2017/18 | 158.   | 1      | 40.         | 1           |

### Juniorenweltmeisterschaften
- Formigal 2008: 47. Abfahrt, 49. Riesenslalom

### Europacup
- 2 Platzierungen unter den besten 30

### Weitere Erfolge
- 9 tschechische Meistertitel: Abfahrt 2018 und 2019, Super-G 2013 und 2019, Riesenslalom 2019, Slalom 2018 und 2019, Kombination 2013 und 2019
- 51 Siege bei FIS-Rennen
- 8 Siege bei ausländischen Meisterschaften